# 加溶媒分解
加溶媒分解または溶媒化分解（Solvolysis）とは、求核剤が溶媒で反応物が溶質である求核置換反応(SN1)または脱離反応である 。反応物がキラル分子の場合、ラセミ体が得られる。しかし、加溶媒分解は緊密イオン対による立体障害によりときに複雑となる。脱離したアニオンがカルボカチオンに近接したままであり、求核剤による求核攻撃を効率よく遮蔽する。

## 種類
加溶媒分解は、求核剤となる溶媒の種類によって分類される。溶媒が水の場合は加水分解である。その他に加アルコール分解（アルコール）、加アンモニア分解（アンモニア）、アミノ分解（アルキルアミン）がある。

### 加水分解
水系で起こり、水を求核剤とする反応が加水分解である。無機化学では水溶液中の金属イオンとの錯体が起こす反応であり、ルイス酸である金属と水分子との反応である。例えば、塩化アルミニウム水溶液は水分子-アルミニウム錯体を形成し、プロトンを水分子に供給し、ヒドロニウムイオンを生じる。このため、塩化アルミニウム水溶液は酸性を示す。
無機化学では加水分解は一つの基質から二つの分解物を生み出す。例えば、アミドをカルボン酸とアミンに、エステルをアルコールとカルボン酸に分解する。

### 加アルコール分解
メタノールやエタノールといった単純なアルコールとトリアシルグリセロールとの反応は、グリセロールといった、脂肪酸のメチルエステルまたはエチルエステルを生じる。このような反応は、アルコール部分の交換であるエステル交換反応として知られる。

### 加アンモニア分解
加アンモニア分解とはアンモニアによる加溶媒分解のことであるが、より一般的にはアンモニアによる求核攻撃を意味する。アンモニアの沸点は−33°Cであり純粋なアンモニアが溶媒となることは稀であるが、水によく溶け、飽和水溶液は一般的によく用いられている。水と比較してアンモニアの求核性は大きく、加アンモニア分解の選択性は一般的に高い。